# Станіслав Ґрохов’як
Станіслав Ґрохов'як (пол. Stanisław Grochowiak; 24 січня 1934, Лешно — 2 вересня 1976, Варшава) — польський поет, прозаїк, драматург.

## Біографія
Жив в Лешно, Вроцлаві, в 1955 переїхав до Варшави. Працював в католицькому видавництві «PAX», в редакціях газет і журналів, в тому числі був головним редактором провідної газети літературної молоді «Współczesność» (Сучасність). Дебютував як поет. Працював також як прозаїк і драматург, кілька його п'єс були екранізовані. Видав представницьку двотомну антологію польської поезії (1973).
Помер після важкої хвороби, обтяженої застарілим алкоголізмом. Похований на кладовищі Військові Повонзки.